# ワジ・アル・ハヤー県
ワジ・アル・ハヤー県（ワジ・アル・ハヤーけん）、ワーディー・アル＝ハヤー県（ワーディー・アル＝ハヤーけん、アラビア語: شعبية وادي الحياة、Wādī al Ḥayāh）は、リビアの県。県都はウバリである。

## 隣接県
北でワジ・アル・シャーティー県と、東でサブハー県と、南でムルズク県と、西でガート県と隣接する。ガベルーンという、大きな湖をともなったオアシスがある。

## 過去の行政区画

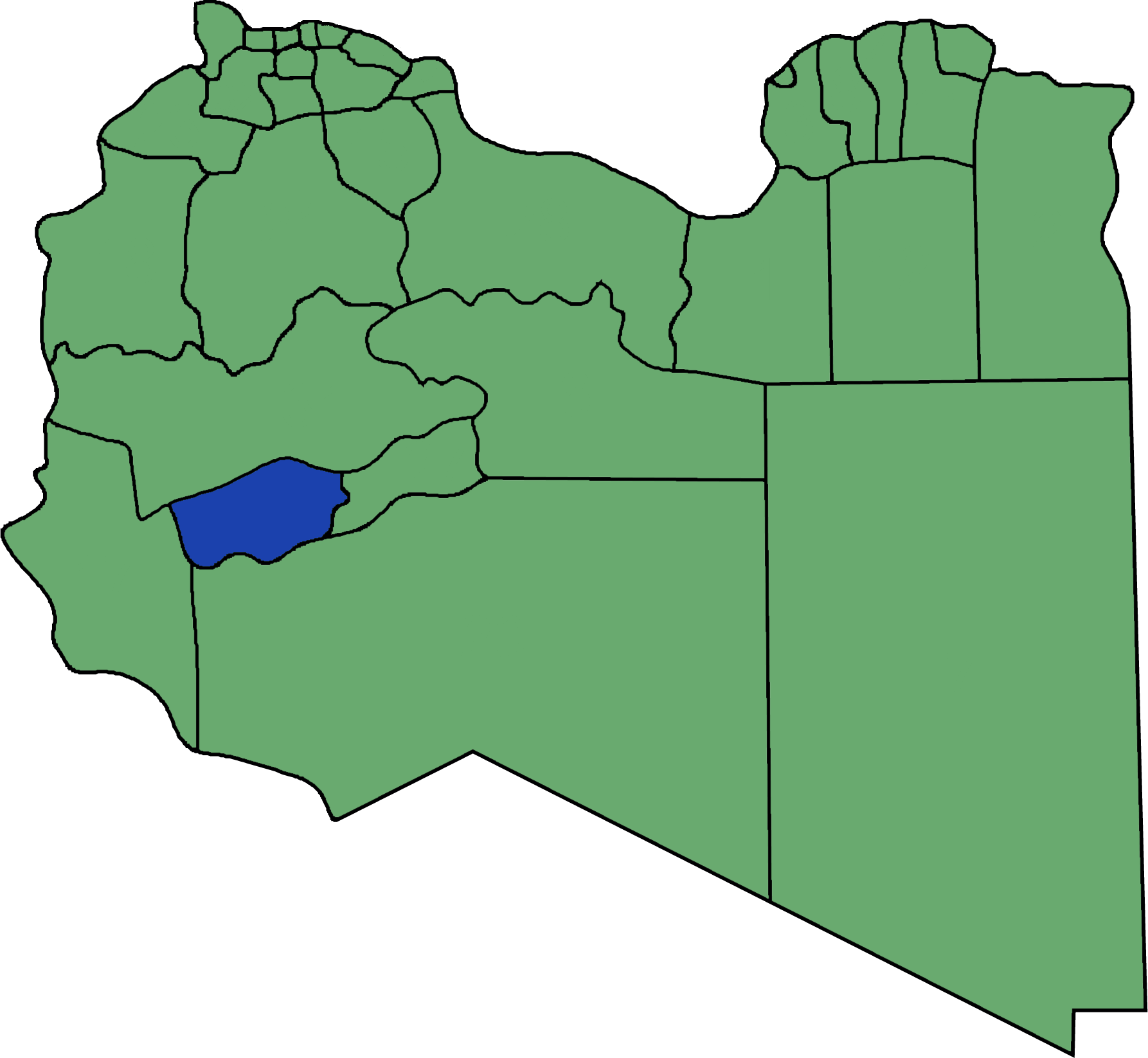
2001年から2007年の同県